# 甲基丙烯酸叔丁酯
甲基丙烯酸叔丁酯是一种有机化合物，化学式为(CH
3)
3CO
2CC(CH
3)=CH
2。它是无色液体，商品中常添加對苯二酚單甲醚作为稳定剂，它是制备聚甲基丙烯酸酯的常见单体。它可由异丁烯和甲基丙烯酸在催化下反应制得。